# Hörk József
Tamásy Hörk József (Likér, Gömör és Kishont vármegye, 1848. március 7. – Pozsony, 1910. február 16.) evangélikus igazgató-tanár,  egyháztörténész, egyházi szakíró.

## Élete
Szegény nemes szülők gyermekeként jött a világra, atyja a rima-murányvölgyi vasműegyesület gyárának gondnoka volt. Szülei később a málnapataki gyárhoz (Nógrád megye) helyeztetvén át, Hörk tanulmányait Losoncon kezdte; azután a német nyelv tanulása végett 1857 őszén Lőcsére ment és ott járta a gimnázium I. és II. osztályát. 1859-ben Rimaszombatba a III. és IV. osztályba, 1861 őszén pedig az V.-be Eperjesre adták szülei. Ott végezte a VI-VIII. osztályokat is 1865. július 5-én. Három évig ugyanott befejezte a teológiai szaktanulmányt és 1868. július 25-én Iglón hitjelölti vizsgát tett; szeptembertől 1869 augusztus közepéig nevelő volt Orosz Sándor házánál. Innét Losoncra ment az evangélikus algimnáziumhoz tanárnak. 1870. augusztus 15-én Pesten letette a gimnáziumi tanári vizsgát, majd vallástanár és gyakorló tanító lett a losonci tanítóképzőnél; 1872. december 30-án a felső-pokorágyi (kishonti evangélikus esperesség) egyházba lelkészül választatván, 1873. február 18-án felszentelték. 1876. november 14-én Eperjesre választották meg teológiai rendes tanárnak. Mielőtt tanszékét elfoglalta, az evangélikus Tiszakerület költségén, beutazta Németország egy részét és meglátogatta a nevesebb egyetemeket. 1877. szeptember 1-jén megkezdte Eperjesen előadásait; 1878. augusztus 28-án teológiai tanári vizsgát tett Rimaszombatban. 1878-ban a kerületi tanodai bizottság tagjává, 1879-ben az evangélikus kerületi kollégiumi jogakadémián ny. rendkívüli tanárrá, evangélikus tiszakerületi és sáros-zempléni esperes levéltárnokká, a teológiai önképző- és önsegélyző egyesület elnökévé, 1883-ban a sáros megyei jótékony nőegylet titkárává, a kollégiumi jogikar jegyzőjévé, 1884-ben az eperjesi dalegylet elnökévé, a magyar-német egyház és a magyarságot és népnevelést terjesztő egyesület jegyzőjévé, majd az eperjesi evangélikus kerületi kollégium igazgatójává, az evangélikus egyetemes tanügyi bizottság tagjává választatott. 1885-ben a Tisza-kerületi tanodai bizottság elnökévé, az evangélikus egyetemes papvizsgáló bizottság tagjává, 1888. március 30-tól nyolc évre teológiai dékánná, október 13-án az evangélikus zsinati bizottság tagjává, 1887. január 6-án és 1893. június 3-án a városi képviselő testületben a kollégium képviselőjévé, 1893. június 2-án, 1894. július 24-én és 1895. július 8-án kollégiumi igazgatóvá választották.

## Írásai
Szépirodalmi cikkei a következő lapokban jelentek meg; Heti Posta (1869.), Hazánk és a Külföld (1869-70 ), Üstökös (1870), Nógrád (1871-72. egyik alapítója s rendes munkatársa), Losonczi Lapok (1873-tól, eredeti és fordított beszélyei, tárcacikkei, vezércikkei sat. Tóparti álnév és ? jegy alatt is, két izben a lap helyettes szerkesztője volt), Békésmegyei Hiradó, Rozsnyói Hiradó. Történelmi, társadalmi s egykázi cikkei a Prot. Egyházi és Iskolai Lapban (1869. Egyházé vagy az államé az iskola, 1871. Politika a szószéken, 1874. A protestáns papság jövője, 1875. A csetneki ev. kör határozatai, 1879-80 Az ev. isteni tisztelet alapelvei, A szepes-sárosi evang. agenda 1656., Az ev. egyet. theol. akadémiáról, Tételek a nagy-váradi vitázók számára 1545., 1881. A csepregi colloquium 1591., Az újabbkori theologus nevelés alapelvei, 1880-82. vezércikkek, Az egyházi ének ügye a tiszai kerületben, 1884. A reformatio és az iskola, 1887-88. A magyar protestáns tudományos társaság, 1892., 1894. Igazgatói évnyitó beszéd); a Békésmegyei Hiradóban (1874. Alakítsunk tűzoltó-egyletet, Halottak napjára, 1879. Egy darab történet a közelmult időből, 1880. A nagyok: N. Sándor, Julius Caesar, Károly, Harun al Raschid, IV. Henrik és VII. Gergely, N. Alfred, A keresztes háborúk, I. Frigyes, III. Abd-Errahmann, Habsburgi Rudolf, l. Miksa és a fölfedezések); a Prot. Pap-ban (1880. Miért oly kevés mainap a boldog ember?, Lassan a bizalommal, 1880-81. és 1886. egyházi beszédek); a Sárospataki Lapokban (1882. A szószék aesthetikája, 1883. A vallás és az emberi tudás határai, 1884. Goethe vallásos világnézete); a Sárosmegyei Közlönyben (1883. Vandrák András, Felirat Kossuth Lajoshoz); az Eperjesi Lapokban (1884. A magyarság nyomai Sárosmegyében, 1886. Beszéd Kramarcsik Károly jubileumán Rozsnyón); az Egyetértésben (1884. 274. sz. Benczúr József eperjesi ev. collegiumi tanárnak életrajza); az eperjesi ágostai evangélikus Collegium Értesítőjében (1885. Emlékbeszéd dr. Vandrák András felett); a Pesti Naplóban (1887. 128. sz. Egy eperjesi polgár: Benczur József, volt ev. colleg. tanár), a Prot. Népkönyvtárban (1887. III. Asszonyok babonája, férfiak előítéletei); A mi Otthonunkban (1893. Elbeszélések a magyarhoni protestánsok üldöztetése szomorú korszakából); a Pallas Nagy Lexikonában (melynek szintén munkatársa, I. 1893. Ágostai hitvallás sat.); az Őrállóban (1894. Palásthy Gábor); a Vallás és Egyházban (1894. Női alakok a biblia s a keresztyénség köréből).

## Munkái
- A hű lelkipásztor jelleme. Bpest. 1880.
- Katechetika vagyis vallástanítástan. Bpest, 1880 (Ism. Prot. Egyh. és Isk. Lap 1879 )
- Liturgika vagyis az isteni tisztelet elmélete. (Egyházi szertartástan.) Eperjes, 1882. (Ism. Prof. Egyh. és Isk. Lap 1883.)
- A művészet befolyása a társaséletre. Eperjes, 1883.
- A sáros-zempléni ev. esperesség története. Kassa, 1885. (Ism. Prot. Egyh. és Isk. Lap.)
- Emléklap az eperjesi ev. templom és az eperjesi ev. ker. collegium visszaszerzésének 100 éves örömünnepélye alkalmából. Kassa, 1885.
- A nőről és a nő hármas hivatásáról. Kassa, 1886.
- Vallástanítási tanterv az elemi ev. iskolák részére. Kassa, 1886.
- Az ev. Tiszakerület püspökei. (Superintendensei.) Kassa, 1888.
- Beszédek és értekezések. Kassa, 1889.
- A hős Keczer András ev. vértanú családja. Bpest, 1890. (A Luther társaság által hirdetett pályázaton első pályadíj-nyertes mű. Luther-társaság kiadványa V. Ism. Prot. Egyh. és Isk. Lap.)
- Az egységes középiskola. Szerény terv. Irta egy tanár. Bpest, 1892.
- A nagysárosi vár ura. Bpest, 1893. (A Luther-társaság által kiírt pályázaton nyertes mű.)
- Kossuth Lajos Eperjesen. Eperjes, 1894.
- Az eperjesi ev. ker. Collegium története. Eperjes, 1896.
- Magyar protestáns egyházjog. Pozsony-Budapest, 1903. Archive.org

Helyettes szerkesztője volt a Losonczi Lapoknak (1874. aug. szept. és 1875. aug. szept.) és szerkesztette az Eperjesi Lapokat 1881. jan. 1-től jún. 30-ig

### Kéziratban
Az örökösök, regény két kötetben 1869., A Világtörténet életrajzokban 1876, Theologiai tudományisme vagyis Encyclopaedia hittanhallgatók számára 1878., Ker. Erkölcstan hittanhallgatók számára, 1878. Homiletika vagyis egyházi szónoklattan 1879., Pastoralis vagyis lelkészi gondozástan.

## Álnevei és jegyei
Egy leendő tag (Nógrád 1871), Tóparti (Losonczi Lapok 187 3-75 és Referens, H., ?., = f., -r-z, -r-), Tamásy József (Heti Posta 1869). Egy tanár (Prot. Egyh. és Isk. Lap 1892); Málnapataki H. J. (Bártfa és Vidéke 1894), H. J. (Békésm. Hiradó 1880), H = k. (Budapesti Hirlap 1883. szept. 16.)